# Alexander Alexandrowitsch Kotow
Alexander Alexandrowitsch Kotow (russisch Александр Александрович Котов; * 30. Julijul. / 12. August 1913greg. in Tula; † 8. Januar 1981 in Moskau) war ein sowjetischer Schachspieler.

## Schachkarriere
Bei seiner ersten Teilnahme an der Landesmeisterschaft der Sowjetunion 1938 belegte Alexander Kotow überraschend den zweiten Platz hinter dem späteren Weltmeister Michail Botwinnik. Während des Zweiten Weltkrieges war er in der Rüstungsindustrie tätig und erhielt für die Konstruktion eines Granatwerfers den Leninorden.
1948 gewann er zusammen mit Dawid Bronstein die sowjetische Einzelmeisterschaft.
In den 1950er-Jahren gehörte er zu den besten Spielern der Sowjetunion und gewann unter anderem das Interzonenturnier in Stockholm 1952. In diesem Turnier bedeutete sein Ergebnis von 16,5 aus 20 (= 82,5 %) den Rekord in Interzonenturnieren (Stand 1981).
Kotow gewann mit der sowjetischen Mannschaft (jeweils als zweiter Reservespieler) die Schacholympiaden 1952 und 1954.
1958 nahm er zum letzten Mal an einer UdSSR-Meisterschaft teil. 1962/63 gewann er, zusammen mit Svetozar Gligorić, das Turnier in Hastings. 1967 wurde er beim IBM-Turnier in Amsterdam Zweiter hinter Lajos Portisch.
Seine beste historische Elo-Zahl vor Einführung der Elo-Zahlen betrug 2753 im April 1950, damit lag er auf Platz 4 der Weltrangliste.
Aufgrund seiner internationalen Erfolge erhielt er 1950 von der FIDE den Titel Großmeister.
Es existieren mehrere Schachaufgaben von einem Alexander Kotow; sie stammen jedoch vom Namensvetter Alexander Iwanowitsch Kotow.

## Schriftstellerische Tätigkeit
Alexander Kotow schrieb mehrere bedeutende Schachbücher, darunter Denke wie ein Großmeister (1970) und Spiele wie ein Großmeister (1978), in denen er die Technik der Variantenberechnung im Schach behandelt. Außerdem verfasste er 1951 (zusammen mit Michail Judowitsch) das Werk Schach in der UdSSR, in dem die Errungenschaften der Sowjetischen Schachschule dargestellt werden. Zudem schrieb er ein ausführliches Buch über das Internationale Schachturnier Venedig 1950 (FiS, 1952), welches er vor Smyslow gewinnen konnte. Über Alexander Aljechin verfasste er zuerst eine zweibändige Biographie, erschienen 1953 (Band 1) und 1958 (Band 2), dann den biographischen Roman Weiß und Schwarz, erschienen 1965.

## Kotows Glanzpartie gegen Awerbach
Seine wohl bekannteste Partie spielte Kotow im Kandidatenturnier Zürich 1953. Gegen Awerbach gelang ihm ein spektakuläres Damenopfer, das nach 21 weiteren Zügen zum Partiegewinn führte.
Nach einer Altindischen Eröffnung wurde nach Awerbachs 30. Zug die Stellung in Diagramm 1 erreicht. Die Position trägt königsindische Merkmale, das Zentrum ist verriegelt, Schwarz hat mit dem Bauernvorstoß f7–f5–f4 Raumvorteil am Königsflügel erzielt, ohne dass Weiß das stellungsgemäße Gegenspiel am Damenflügel eingeleitet hat. Die beengte Figurenstellung um den weißen König begünstigt das folgende Hineinziehungsopfer:
|   | a | b | c | d | e | f | g | h |   |
| 8 |   |   |   |   |   |   |   |   | 8 |
| 7 |   |   |   |   |   |   |   |   | 7 |
| 6 |   |   |   |   |   |   |   |   | 6 |
| 5 |   |   |   |   |   |   |   |   | 5 |
| 4 |   |   |   |   |   |   |   |   | 4 |
| 3 |   |   |   |   |   |   |   |   | 3 |
| 2 |   |   |   |   |   |   |   |   | 2 |
| 1 |   |   |   |   |   |   |   |   | 1 |
|   | a | b | c | d | e | f | g | h |   |

Diagramm 1: Stellung nach 30. Sc3–e2
|   | a | b | c | d | e | f | g | h |   |
| 8 |   |   |   |   |   |   |   |   | 8 |
| 7 |   |   |   |   |   |   |   |   | 7 |
| 6 |   |   |   |   |   |   |   |   | 6 |
| 5 |   |   |   |   |   |   |   |   | 5 |
| 4 |   |   |   |   |   |   |   |   | 4 |
| 3 |   |   |   |   |   |   |   |   | 3 |
| 2 |   |   |   |   |   |   |   |   | 2 |
| 1 |   |   |   |   |   |   |   |   | 1 |
|   | a | b | c | d | e | f | g | h |   |

Diagramm 2: Schlussstellung nach 51. … Tg7–g8
30. … Dxh3+!!
„Als dieser Zug geschehen war, ging ein mächtiges Raunen durch den […] Turniersaal, und auf den Gesichtern der beiden Kämpfer war ein deutliches Schmunzeln festzustellen“. Der weiße König wird durch den eigenen Turm auf g2 behindert, der Bauer auf f4 überdeckt das Feld g3, nach den folgenden Zügen muss Weiß zwangsläufig dem Schwarzen „entgegenkommen“:
31. Kxh3 Th6+
32. Kg4 Sf6+
33. Kf5 Sd7 Droht 34. … Tf8+ 35. Kg4 Tg8+ 36. Kf5 Tf6 matt.
34. Tg5
34. Tg7 Tf8+ 35. Kg4 Kxg7 36. Tg1 Tg8 37. Kf5+ Kf7 38. Txg8 Th5+ nebst matt
34. … Tf8+
35. Kg4 Sf6+ Zielstrebiger ist Lxg5 36. Tg1 Sf6+ 37. Kf5 Sg4+! 38. Kxg4 Le7.
In der Folge wiederholt Kotow die Züge, um die Zeitkontrolle zu erreichen.
36. Kf5 Sg8+
37. Kg4 Sf6+
38. Kf5 Sxd5+
39. Kg4 Sf6+
40. Kf5 Sg8+
41. Kg4 Sf6+
42. Kf5 Sg8+
43. Kg4 Lxg5
44. Kxg5
Spätere Analysen zeigten, dass 44. Th1 den größten Widerstand leistet.
44. … Tf7
45. Lh4 Tg6+
46. Kh5 Tfg7
47. Lg5 Txg5+
48. Kh4 Sf6
49. Sg3 Txg3
50. Dxd6 T3g6
51. Db8+ Tg8
Weiß gab auf (siehe Diagramm 2), es droht Th6 matt, weshalb Awerbach die Dame geben müsste und Kotow das entstehende Endspiel klar gewinnt.

## Kotow-Syndrom
In seinem Buch Denke wie ein Großmeister (russische Originalausgabe 1970) beschreibt er ein typisches Verhalten im Schach, welches als Kotow-Syndrom bekannt wurde. Dabei denkt ein Spieler lange angestrengt über mehrere Alternativen für seinen nächsten Zug nach, kommt aber zu keiner klaren Entscheidung. Sobald die Bedenkzeit knapp wird, spielt er spontan einen Zug, den er überhaupt nicht berechnet hat und der sich oft als schlecht erweist. Als Metapher wird der Begriff heutzutage auch außerhalb des Schachspiels verwendet. Auf dem Album Appeal to Reason der Band Rise Against findet man einen Song mit dem Titel „Kotov Syndrome“.